# Acanthophila silvestrella
Acanthophila silvestrella is een vlinder uit de familie tastermotten (Gelechiidae). De wetenschappelijke naam van de soort is voor het eerst geldig gepubliceerd in 1998 door Alexander Georgievich Ponomarenko.

## Type
- holotype: "male, 29.VII.1997, leg. M.G. Ponomarenko"
- instituut: IBSS, Vladivostok, Rusland
- typelocatie: "Russia, Primorskii krai, Khasanskii distr., 14 km SW Slavyanka, Ryazanovka"